# Puchar Interkontynentalny w Lekkoatletyce 2010 – rzut młotem kobiet
Rzut młotem kobiet – jedna z konkurencji rozegranych podczas pucharu interkontynentalnego w Splicie. Miotaczki rywalizowały 5 września – drugiego dnia zawodów.

## Rezultaty
| WR – rekord świata \| CR – rekord imprezy \| NR – rekord kraju \| AR – rekord kontynentu                       |
| SB – najlepszy wynik w sezonie \| WL – najlepszy tegoroczny wynik na listach światowych \| PB – rekord życiowy |

| Poz. | Zawodniczka         | Reprezentacja  | #1    | #2    | #3    | #4    | Rezultat |
| ---- | ------------------- | -------------- | ----- | ----- | ----- | ----- | -------- |
| 1.   | Tatiana Łysenko     | Europa         | 72.64 | x     | 73.18 | 73.88 | 73.88    |
| 2.   | Zhang Wenxiu        | Azja i Oceania | 73.69 | x     | 70.46 | 72.71 | 73.69    |
| 3.   | Yipsi Moreno        | Ameryka        | x     | x     | 70.21 | 72.73 | 72.73    |
| 4.   | Betty Heidler       | Europa         | 70.38 | x     | 72.70 | x     | 72.70    |
| 5.   | Jennifer Dahlgren   | Ameryka        | 63.73 | 64.96 | 66.25 | x     | 66.25    |
| 6.   | Gabrielle Neighbour | Azja i Oceania | 61.15 | 60.15 | 60.80 | 63.07 | 63.07    |
| 7.   | Marwa Hussein       | Afryka         | 61.07 | 61.87 | x     | 61.64 | 61.87    |